# Michael Straight
 (janvier 2020).
Si vous disposez d'ouvrages ou d'articles de référence ou si vous connaissez des sites web de qualité traitant du thème abordé ici, merci de compléter l'article en donnant les références utiles à sa vérifiabilité et en les liant à la section « Notes et références ».
Michael Whitney Straight (1er septembre 1916 - 4 janvier 2004) est un homme de presse américain, parent de Gore Vidal et de Jacqueline Kennedy.
Il est surtout connu pour ses activités d'espion au profit du KGB, dans la mouvance des Cinq de Cambridge. Il avait fait la connaissance d'Anthony Blunt par l'intermédiaire de la société secrète des Cambridge Apostles. Il dénonça Blunt dès 1963 mais ses révélations furent gardées secrètes. La publication de son autobiographie en 1983 provoqua un scandale considérable en Grande-Bretagne.

## Biographie
Michael Straight naît à New York de Willard Dickerman Straight (en), banquier et diplomate, et de son épouse née Dorothy Payne Whitney, issue de l'une des familles les plus fortunées des États-Unis. Il fait ses études à New York à la Lincoln School, puis après le remariage de sa mère en Angleterre au château de Dartington Hall, à la London School of Economics. Il est étudiant à l'université de Cambridge au milieu des années 1930 et devient communiste. Il fait partie de la société secrète des Cambridge Apostles qui est à l'époque influencée par le marxisme et compte dans ses rangs de futurs espions pour le KGB, dans une époque marquée par la montée des dictatures en Europe. Michael Straight entre dans un réseau d'espions comprenant Donald Maclean, Guy Burgess, Kim Philby et le recruteur Anthony Blunt. Une note de 1943 adressée par Blunt au KGB traite du recrutement de celui-ci par Michael Straight.
Michael Straight retourne aux États-Unis en 1937. Il écrit les discours du président Franklin Roosevelt et fait partie des fonctionnaires du département de l'Intérieur. Il est en contact depuis 1938 avec Iskhak Akhmerov, agent-résident illégal soviétique d'origine tatare. Il travaille en 1940 au service oriental du département d'État, jusqu'en 1942, quand il est enrôlé comme pilote de bombardier B-17. Après la guerre, il entre comme éditeur au magazine The New Republic qui appartient à sa famille et n'a plus de contact avec les services secrets soviétiques. Il embauche Henry Wallace comme journaliste. Straight quitte le magazine en 1956 et commence à écrire des romans.
Il décide de révéler en 1963 son passé de communiste à Arthur Schlesinger qui est un ami de la famille et qui occupe alors le poste de secrétaire spécial du président Kennedy. Il prend cette décision après avoir été approché pour un poste de haut fonctionnaire à Washington et avoir fait l'objet d'une enquête de recrutement. Il décrit aussi l'implication d'Anthony Blunt comme recruteur du KGB. Ces révélations ne seront rendues publiques que vingt ans plus tard à la parution de son livre de Mémoires intitulé After a Long Silence.
Straight devient vice-président du National Endowment for the Arts (Fonds national pour les arts) de 1969 à 1977.
Straight épouse en premières noces en 1939 Belinda Crompton, dont il a cinq enfants : David, Michael junior, Susan, Diana et Dorothy. Il se remarie ensuite avec Nina Auchincloss Steers, demi-sœur de Gore Vidal, et en troisièmes noces avec Katharine Gould, historienne d'art.
Il meurt d'un cancer du pancréas chez lui à Chicago à l'âge de quatre-vingt-sept ans.